# Kalvøya
Kalvøya est une île de la commune de Bærum,  dans le comté d'Akershus en Norvège.

## Description
L'île de 0,26 km2 est située dans l'Oslofjord intérieur. Elle est reliée par une passerelle à la petite péninsule de Kadettangen menant à Sandvika. L'île se trouve au nord de Nesøya et à l'ouest de la grande Ostøya, avec la petite Borøya entre elles.
Kalvøya possède des plages de baignade, des sentiers de randonnée et des terrains de football. À l'est se trouve une zone naturiste. Au sud, on trouve d'intéressants gisements de fonds marins du Silurien/Cambrien avec une alternance de couches de schiste et de calcaire. Au centre de l'île se trouvent des tumulus protégés datant de l'âge du bronze et de l'âge du fer.

### Réserve naturelle
Sur le rivage côté nord se trouve la petite réserve naturelle de Kalvøya avec des roches cambrosiluriennes fossilifères appartenant au Rift d'Oslo.

## Galerie

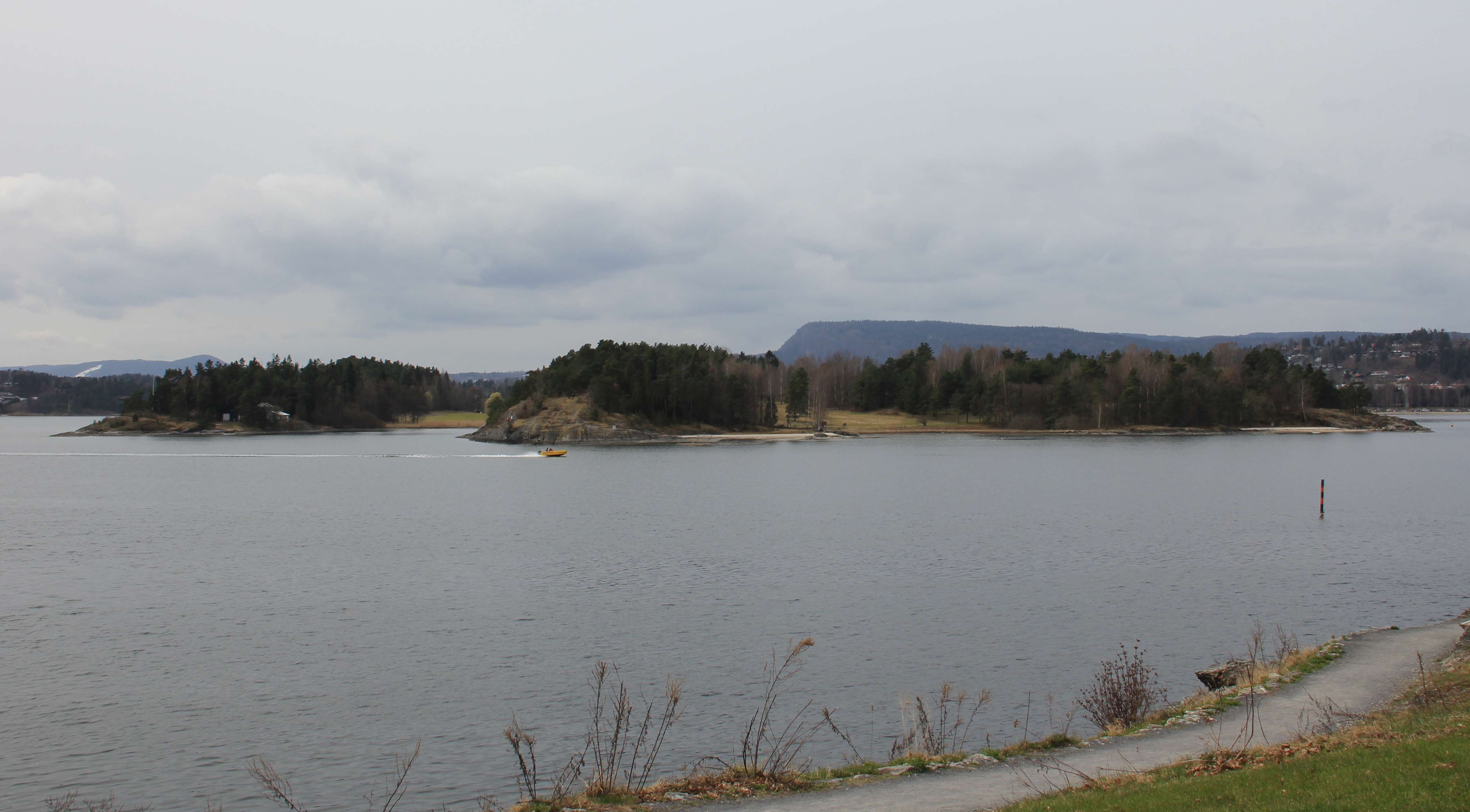
Kalvøya
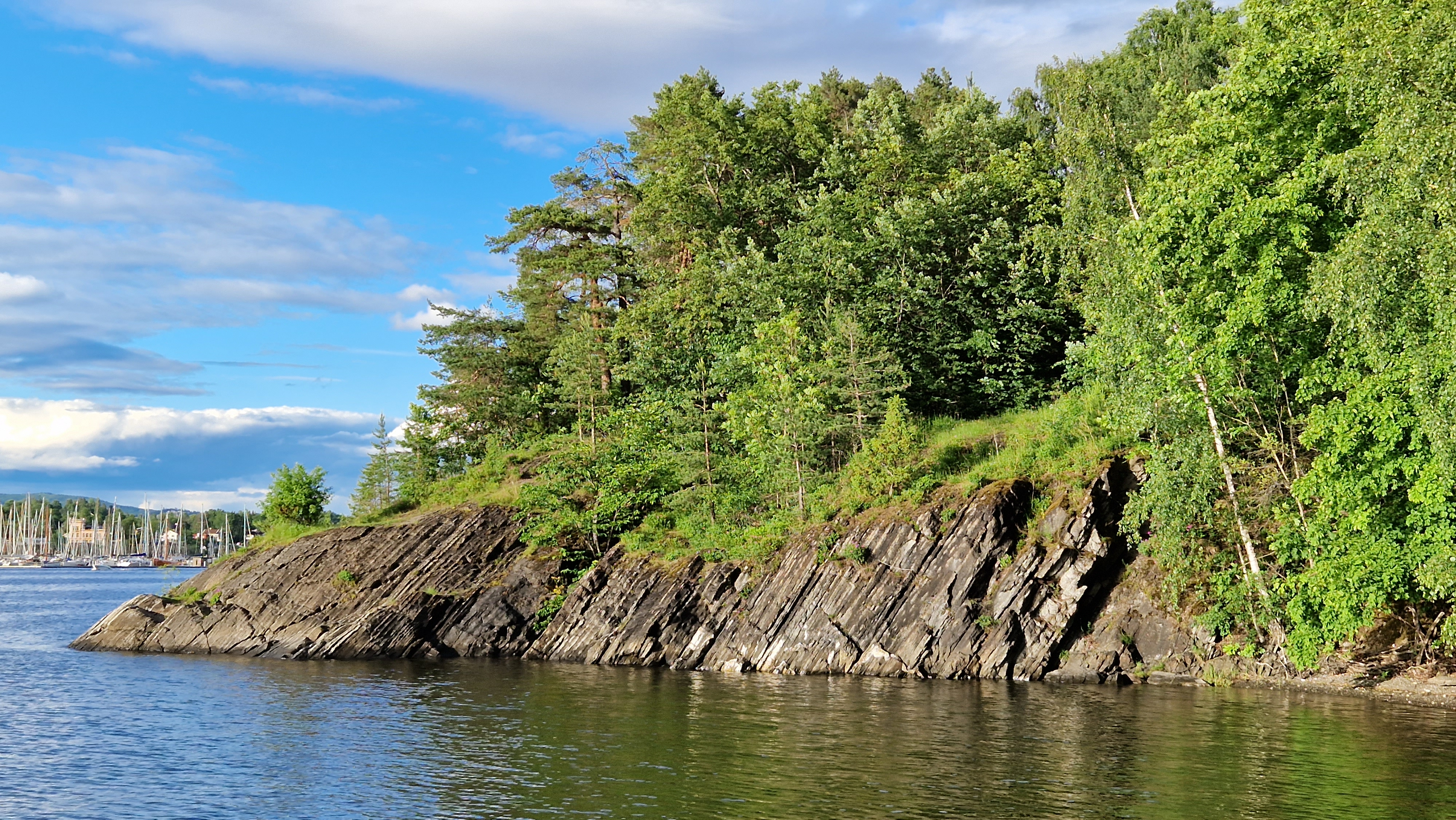
réserve naturelle